# Kungsäters landskommun
Kungsäters landskommun var en tidigare kommun i dåvarande Älvsborgs län.

## Administrativ historik
I samband med att 1862 års kommunalförordningar trädde i kraft inrättades denna landskommun i Kungsäters socken i Marks härad i Västergötland.
När 1952 års kommunreform genomfördes bildade den storkommun genom sammanläggning med Gunnarsjö, Grimmared och Karl Gustav.
Vid kommunreformen 1971 upplöstes kommunen och området överfördes till Varbergs kommun och därmed också till Hallands län.
Kommunkoden 1952-1970 var 1544.

### Kyrklig tillhörighet
I kyrkligt hänseende tillhörde kommunen Kungsäters församling. Den 1 januari 1952 tillkom församlingarna Grimmared, Gunnarsjö och Karl Gustav.

## Geografi
Kungsäters landskommun omfattade den 1 januari 1952 en areal av 169,40 km², varav 153,49 km² land.

### Tätorter i kommunen 1960
I Kungsäters landskommun fanns den 1 november 1960 ingen tätort. Tätortsgraden i kommunen var då alltså 0,0 procent.

## Politik

### Mandatfördelning i valen 1946-1966
| 2 | 5 | 2 | 11 |

| 18 |

| 7 | 15 |  | 12 |

| 34 |

| 6 | 11 | 2 | 11 |

| 29 |

| 5 | 13 | 2 | 10 |

| 27 |

| 6 | 13 | 2 | 9 |

| 25 | 5 |

| 6 | 11 | 3 | 10 |

| 27 |